# Cameron Nichol
Cameron Nichol (Londres, 26 de junio de 1987) es un deportista británico que compitió en remo. Ganó dos medallas de plata en el Campeonato Mundial de Remo, en los años 2010 y 2011.

## Palmarés internacional
| Campeonato Mundial | Campeonato Mundial        | Campeonato Mundial | Campeonato Mundial |
| Año                | Lugar                     | Medalla            | Prueba             |
| ------------------ | ------------------------- | ------------------ | ------------------ |
| 2010               | Cambridge (Nueva Zelanda) | Medalla de plata   | Ocho con timonel   |
| 2011               | Bled (Eslovenia)          | Medalla de plata   | Ocho con timonel   |